# Muktsar
Muktsar è una città dell'India di 83 099 abitanti, capoluogo del distretto di Muktsar, nello stato federato del Punjab. In base al numero di abitanti la città rientra nella classe II (da 50 000 a 99 999 persone).

## Geografia fisica
La città è situata a 30° 28' 60 N e 74° 31' 0 E e ha un'altitudine di 183 m s.l.m.

## Società

### Evoluzione demografica
Al censimento del 2001 la popolazione di Muktsar assommava a 83 099 persone, delle quali 43 977 maschi e 39 122 femmine. I bambini di età inferiore o uguale ai sei anni assommavano a 10 269, dei quali 5 739 maschi e 4 530 femmine. Infine, coloro che erano in grado di saper almeno leggere e scrivere erano 53 946, dei quali 30 702 maschi e 23 244 femmine.